# José Lorenzo de Goicoechea
José Lorenzo de Goicoechea (San Sebastián 1744 - Brest 1800 ) fue un marino y brigadier español natural de San Sebastián que participó en múltiples acciones bélicas navales.
En 1760 comenzó trabajando  al servicio de la Real Compañía Guipuzcoana de Caracas donde le llegaron  a confiar  el mando de diversos navíos en 1773.
En 1777 aceptó el ofrecimiento de ingresar en la Real Armada.  
Sus principales actuaciones tuvieron lugar en el Canal de la Mancha, el sitio y la toma de Mahón, el bloqueo a Gibraltar y el combate contra el almirante Howe en el Estrecho, la campaña de Argel en 1783, la ocupación y posterior evacuación del puerto de Tolón en 1793 y finalmente  actuó en la defensa de Cádiz contra el almirante  Nelson.

## Biografía
José Lorenzo embarcó por primera vez  en Pasajes (Guipúzcoa) en 1756. Tras diez meses de cabotaje por la costa atlántica europea, en noviembre de 1757, sus padres lo matricularon en Nantes para que estudiara dos años de matemáticas ampliadas y náutica.
La primera fase de su carrera la desempeño al servicio de la Real Compañía Guipuzcoana de Caracas donde ingresó como cadete en 1760.
En 1761 emprendíó su primer viaje al Nuevo Mundo a bordo del mercante San Sebastián. En diferentes escaramuzas fue hecho prisionero por los ingleses en varias ocasiones.
En 1765, la compañía lo destinó a la guarda de la costa venezolana con el grado de segundo teniente de sus navíos participando en la captura de numerosas presas como la del pirata holandés Pereyra.
En 1770, la compañía lo destinó como segundo comandante de los guardacostas de Caracas y en 1773 le nombró capitán por sus méritos y le confió el mando de diversos navíos.
En 1777 Goicoechea dejó el servicio de la Compañía para pasar a la Real Armada con el cargo de teniente de marina. Como tal, participó en las campañas del Canal de la Mancha contra las escuadras inglesas, en la captura del convoy inglés de 55 velas en el cabo de Santa María, en el bloqueo de Gibraltar y, posteriormente, en el asedio y toma de Mahón.
En 1783 y 1784 participó en el ataque a la ciudad de Argel.
En 1790 fue destinado a la escuadra que participó  en la campaña del Cabo Finisterre.
Al finalizar la guerra de la Convención, Goicoechea participó en los ataques y la toma de la  fortalezas de Tolón.
En 1798 combatió en la escuadra de  José de Mazarredo en la defensa de Cádiz y en la persecución de la escuadra inglesa.
Falleció en 1800 cuando se encontraba en Brest al frente de una división de barcos y fragatas de la escuadra combinada franco-española.